# Molophilus pala
Molophilus pala är en tvåvingeart som beskrevs av Alexander 1941. Molophilus pala ingår i släktet Molophilus och familjen småharkrankar. Inga underarter finns listade i Catalogue of Life.